# Miriam Díaz-Aroca

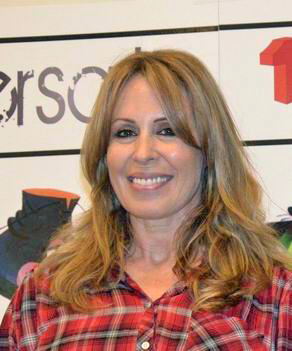
Miriam Diaz-Aroca

Margarita Miriam Díaz-Aroca (ur. 4 marca 1962 w Madrycie) – hiszpańska aktorka i prezenterka telewizyjna.
Jej pierwszym mężem był Pedro Luis Llorente (rozwód w 2000 roku), z którym ma syna Pedro Luisa (ur. 1994). Z drugim mężem  Luisem Washingtonem ma córkę Maríę (ur. 2004).
Występowała m.in. w Belle Epoque, Clara no es nombre de mujer (Sagrario), XXL (Andrea)
Otrzymała nagrodę Antena de Oro za rolę w Noches de gala w roku 1993. Była nominowana do nagrody TP de Oro w 1990 roku.